# Liste der Naturschutzgebiete im Schwalm-Eder-Kreis
Die Naturschutzgebiete im Schwalm-Eder-Kreis gehören zu den insgesamt rund 250 Naturschutzgebieten (NSG) im Regierungsbezirk Kassel. Zuständig ist die Obere Naturschutzbehörde beim Regierungspräsidium Kassel, wobei die eigentliche Betreuung der Naturschutzgebiete in Hessen in der Regel durch den Landesbetrieb HessenForst erfolgt.
Im Schwalm-Eder-Kreis gibt es 34 NSG, die zusammen eine Fläche von 1.300 ha einnehmen. Von diesen Gebieten ist nur eines kreisübergreifend, das Naturschutzgebiet Josbachtal bei Lischeid liegt teilweise auch im Gebiet des Landkreises Marburg-Biedenkopf.
| Name                                    | Bild | Kennung              | Einzelheiten | Position | Fläche Hektar | Datum        |
| --------------------------------------- | ---- | -------------------- | --- | -------- | ------------- | ------------ |
| Waltersberg                             |      | 1634001 WDPA: 82863  | OSM-Link zur Kartendarstellung: „Waltersberg“ | ⊙        | 13,34         | 1983         |
| Eichelskopf                             |      | 1634002 WDPA: 81583  | OSM-Link zur Kartendarstellung: „Eichelskopf“ | ⊙        | 2,68          | 1967         |
| Wieragrund von Schwalmstadt             |      | 1634003 WDPA: 82909  | Der Lauf der Wiera mit Feuchtgebieten, Grünland und Wald, zwischen den Orten Treysa und Wiera in Schwalmstadt. Auf den Feuchtwiesen im Süden des NSG findet seit 2015 ein Weideprojekt mit Wasserbüffeln statt. · Fläche: 72,33 ha – das Naturschutzgebiet ist flächenidentisch mit dem FFH-Gebiet 5120-301 „Wieragrund von Schwalmstadt“.OSM-Link zur Kartendarstellung: „Wieragrund von Schwalmstadt“ | ⊙        | 72,34         | 1978         |
| In den Erlen von Loshausen              | BW   | 1634004 WDPA: 81988  | OSM-Link zur Kartendarstellung: „In den Erlen von Loshausen“ | ⊙        | 7,96          | 1981         |
| Ederauen bei Obermöllrich und Cappel    |      | 1634005 WDPA: 81574  | 3 km Flusslauf der Eder mit Teichen, Auwald und Grünland südlich von Obermöllrich und Cappel, östlich von Fritzlar. Südlich davon liegt das kleine NSG „Pfingstgemeinde bei Zennern“. · Fläche: 75,11 ha – das Naturschutzgebiet ist Teilfläche des FFH-Gebietes 4822-304 „Untere Eder“ (1664,57 ha).OSM-Link zur Kartendarstellung: „Ederauen bei Obermöllrich und Cappel“ | ⊙        | 75,17         | 1981         |
| Storchenteich am Schwertzellsgraben     |      | 1634006 WDPA: 82653  | OSM-Link zur Kartendarstellung: „Storchenteich am Schwertzellsgraben“ | ⊙        | 35,33         | 1982         |
| Schwärzwiesen bei Hülsa                 |      | 1634007 WDPA: 82571  | OSM-Link zur Kartendarstellung: „Schwärzwiesen bei Hülsa“ | ⊙        | 16,8          | 1983         |
| Reiherteich bei Böddiger                |      | 1634008 WDPA: 82389  | Teich an der Eder mit seinen Uferzonen, östlich von Böddiger. Das Schutzgebiet ist unzugänglich. · Fläche: 16,47 haOSM-Link zur Kartendarstellung: „Reiherteich bei Böddiger“ | ⊙        | 16,49         | 1983         |
| Biedenbacher Teiche bei Florshain       |      | 1634009 WDPA: 81398  | OSM-Link zur Kartendarstellung: „Biedenbacher Teiche bei Florshain“ | ⊙        | 11,07         | 1983         |
| Leistwiesen bei Rommershausen           |      | 1634010 WDPA: 164425 | OSM-Link zur Kartendarstellung: „Leistwiesen bei Rommershausen“ | ⊙        | 27,32         | 1984         |
| Kalkberg bei Weißenborn                 | BW   | 1634011 WDPA: 163981 | OSM-Link zur Kartendarstellung: „Kalkberg bei Weißenborn“ | ⊙        | 18,49         | 1985         |
| Pfingstgemeinde bei Zennern             |      | 1634012 WDPA: 164999 | Ehemalige Kies- und Sandabbau- sowie Deponiefläche, inzwischen bewaldet, mit Feuchtstellen, nördlich von Zennern. Nördlich liegt das größere NSG „Ederauen bei Obermöllrich und Cappel“. · Fläche: 8,09 ha – das Naturschutzgebiet ist Teil der Fläche des FFH-Gebietes 4822-304 „Untere Eder“ (1664,57 ha). · Ein Wirtschaftsweg quer das Schutzgebiet in Nord-Süd-Richtung.OSM-Link zur Kartendarstellung: „Pfingstgemeinde bei Zennern“ | ⊙        | 8,1           | 1985         |
| Kalkkuppen bei Winterscheid             |      | 1634014 WDPA: 163986 | OSM-Link zur Kartendarstellung: „Kalkkuppen bei Winterscheid“ | ⊙        | 42,89         | 1986         |
| Mosenberg bei Homberg                   |      | 1634015 WDPA: 164698 | Magerrasen, teilweise verbuscht, und Wald am Süd-Westhang des Mosenbergs und auf der Sauerburg, nördlich von Homberg (Efze). Das NSG besteht aus 2 Teilflächen, die größere am Mosenberg und die kleinere auf der Sauerburg. · Fläche: 64,53 ha – das Naturschutzgebiet ist quasi flächenidentisch mit dem FFH-Gebiet 4922-301 „Mosenberg bei Homberg“.OSM-Link zur Kartendarstellung: „Mosenberg bei Homberg“ | ⊙        | 64,59         | 1986         |
| Flachsrasen bei Dittershausen           |      | 1634016 WDPA: 163110 | Wiesen um eine ehemalige Teichanlage, mit Waldstreifen, südöstlich von Dittershausen. Das NSG besteht aus zwei Teilflächen, der nördlichen Hauptfläche und einer kleinen südlichen Nebenfläche. · Fläche: 12,33 haOSM-Link zur Kartendarstellung: „Flachsrasen bei Dittershausen“ | ⊙        | 12,35         | 1987         |
| Alte Kartause bei Gensungen             |      | 1634017 WDPA: 162091 | Wald mit Grünland und einer Streuobstwiese sowie den Ruinen einer mittelalterlichen Klosteranlage, der Kartause Eppenberg, ca. 1,0 km nordöstlich des Ortsrandes von Gensungen. Das NSG besteht aus 2 Teilflächen, eine große im Norden und eine deutlich kleinere, südlich davon. · Fläche: 25,38 haOSM-Link zur Kartendarstellung: „Alte Kartause bei Gensungen“ | ⊙        | 25,4          | 1988         |
| Roßbachtal bei Völkershain              |      | 1634018 WDPA: 165220 | Wiesental am Lauf des Roßbachs mit Wald, östlich des Gipfels des Exbergs, nordöstlich von Völkershain. · Fläche: 114,05 ha – das Naturschutzgebiet ist flächenidentisch mit dem FFH-Gebiet 5023-301 „Roßbachtal bei Völkershain“.OSM-Link zur Kartendarstellung: „Roßbachtal bei Völkershain“ | ⊙        | 114,14        | 1988         |
| Fuldatal bei Konnefeld                  |      | 1634019 WDPA: 163174 | Tümpel mit Feuchtgebieten, Gehölzen und Grünland, an einem verlandeten Altarm der Fulda nordöstlich von Konnefeld. · Fläche: 16,84 ha – das Naturschutzgebiet ist flächenidentisch mit dem FFH-Gebiet 4923-301 „Fuldatal bei Konnefeld“.OSM-Link zur Kartendarstellung: „Fuldatal bei Konnefeld“ | ⊙        | 16,85         | 1989         |
| Nenkel bei Gudensberg                   |      | 1634020 WDPA: 164775 | Bewaldeter Basalt-Berg liegt in von natürlicher Vegetation leergeräumter Agrarsteppe, ca. 2,0 km nordwestlich von Gudensberg. · Fläche: 15,38 ha – das Naturschutzgebiet ist Teilfläche des FFH-Gebietes 4721-304 „Gudensberger Basaltkuppen und Wald am Falkenstein“ (327,16 ha). · Westlich führt ein Wirtschaftsweg am Rand des nahezu kreisrunden Schutzgebietes entlang, dieser ist Bestandteil des regionalen Wanderweges Panoramaweg. Die Kuppe selbst ist nicht durch Wege erschlossen.OSM-Link zur Kartendarstellung: „Nenkel bei Gudensberg“ | ⊙        | 15,39         | 8. Nov. 1989 |
| Rohrerlen bei Werkel                    |      | 1634021 WDPA: 165208 | Feuchtgebiet mit Schilf und Erlen und umgebenden Wiesen, nordöstlich von Werkel. Das Schutzgebiet ist unzugänglich. · Fläche: 4,58 haOSM-Link zur Kartendarstellung: „Rohrerlen bei Werkel“ | ⊙        | 4,58          | 1990         |
| Josbachtal bei Lischeid                 | BW   | 1634022 WDPA: 163953 | OSM-Link zur Kartendarstellung: „Josbachtal bei Lischeid“ | ⊙        | 21,21         | 1990         |
| Schlämmteiche bei Geismar               |      | 1634023 WDPA: 165399 | Flusslauf der Eder mit Teichen und Wald, südlich von Geismar, westlich von Fritzlar. · Fläche: 27,25 haOSM-Link zur Kartendarstellung: „Schlämmteiche bei Geismar“ | ⊙        | 27,27         | 1990         |
| Borkener See                            |      | 1634025 WDPA: 162500 | Durch Braunkohlentagebau entstandener See mit Umgebung aus Wald und Grünland am südwestlichen Ortsrand von Borken. · Fläche: 328,90 ha · Ein Netz aus Fuß- und Radwegen führt durch das größte Naturschutzgebiet im Schwalm-Eder-Kreis, auf einer Strecke von 7,2 km lässt sich der See umrunden. Entlang der Wege gibt es mehrere Aussichtspunkte, auch solche zur Wasservögel-Beobachtung.OSM-Link zur Kartendarstellung: „Borkener See“ | ⊙        | 329,17        | 1990         |
| Goldbergsee                             |      | 1634026 WDPA: 163274 | Durch Braunkohlentagebau entstandener See mit Uferbereich und näherer Umgebung südlich von Ostheim. · Fläche: 36,82 ha · Das Naturschutzgebiet ist nicht betretbar, an seinem Rand verlaufen jedoch Wege, auf einer Strecke von 2,8 km lässt sich das Schutzgebiet umrunden. An der Ostseite gibt es 2 Aussichtspunkte, auch zur Wasservögel-Beobachtung.OSM-Link zur Kartendarstellung: „Goldbergsee“ | ⊙        | 36,8          | 1991         |
| Kiesteiche Altenburg in Felsberg        |      | 1634027 WDPA: 164092 | Teiche in Auskiesungsfläche mit Bäumen, nördlich der Eder am nordöstlichen Ortsrand von Altenburg bei Felsberg. Das Schutzgebiet ist unzugänglich. · Fläche: 15,91 haOSM-Link zur Kartendarstellung: „Kiesteiche Altenburg in Felsberg“ | ⊙        | 15,92         | 1991         |
| Metzenberg bei Schrecksbach             | BW   | 1634028 WDPA: 164618 | OSM-Link zur Kartendarstellung: „Metzenberg bei Schrecksbach“ | ⊙        | 11,59         | 1992         |
| Wacholderheide bei Vockerode-Dinkelberg |      | 1634029 WDPA: 166111 | Magerrasen mit Wacholdern und Zwergstrauchvegetation, darunter Zwergstrauchheide, westlich von Vockerode-Dinkelberg. · Fläche: 15,01 haOSM-Link zur Kartendarstellung: „Wacholderheide bei Vockerode-Dinkelberg“ | ⊙        | 15,03         | 1992         |
| Leichenkopf bei Gleichen                |      | 1634030 WDPA: 164418 | Wald um den Gipfel des Leichenkopf südwestlich von Gleichen. · Fläche: 18,50 ha – das Naturschutzgebiet ist Teilfläche des FFH-Gebietes 4721-304 „Gudensberger Basaltkuppen und Wald am Falkenstein“ (327,16 ha).OSM-Link zur Kartendarstellung: „Leichenkopf bei Gleichen“ | ⊙        | 18,51         | 1993         |
| Wartberg bei Kirchberg                  |      | 1634031 WDPA: 166175 | Offenlandflächen und Wald an den Hängen des Wartberg südlich von Kirchberg. · Fläche: 24,06 ha – das Naturschutzgebiet ist flächenidentisch mit dem FFH-Gebiet 4821-301 „Wartberg bei Kirchberg“.OSM-Link zur Kartendarstellung: „Wartberg bei Kirchberg“ | ⊙        | 24,06         | 1993         |
| Buchenbachtal bei Christerode           |      | 1634032 WDPA: 162603 | Täler des Buchenbach und Geritzbach mit Grünland und Wald, am Burgberg, südlich von Christerode. · Fläche: 120,42 haOSM-Link zur Kartendarstellung: „Buchenbachtal bei Christerode“ | ⊙        | 120,52        | 1995         |
| Ohetal bei Großropperhausen             |      | 1634033 WDPA: 318909 | OSM-Link zur Kartendarstellung: „Ohetal bei Großropperhausen“ | ⊙        | 65            | 1998         |
| In der Aue bei Malsfeld                 |      | 1634034 WDPA: 318597 | Angelegte Flutmulde mit Verbindung zur Fulda mit Röhricht, umgeben von Grünland, Sträuchern und Bäumen, am östlichen Ortsrand von Malsfeld. · Fläche: 9,28 ha · Am Südende des Naturschutzgebietes gibt es einen Aussichtspunkt, auch zur Wasservögel-Beobachtung.OSM-Link zur Kartendarstellung: „In der Aue bei Malsfeld“ | ⊙        | 9,29          | 2003         |
| Legende für Naturschutzgebiet           |      |                      | |          |               |              |

## Teilflächen
Ein Naturschutzgebiet liegt nur mit Teilen seiner Fläche im Landkreis.
| Name                          | Bild | Kennung              | Kreis                               | Einzelheiten                                            | Position | Fläche Hektar | Datum |
| ----------------------------- | ---- | -------------------- | ----------------------------------- | ------------------------------------------------------- | -------- | ------------- | ----- |
| Immichenhainer Teiche         | BW   | 1634013 WDPA: 163898 | Vogelsbergkreis, Schwalm-Eder-Kreis | OSM-Link zur Kartendarstellung: „Immichenhainer Teiche“ | ⊙        | 23,21         | 1985  |
| Legende für Naturschutzgebiet |      |                      |                                     |                                                         |          |               |       |